# Concours de recherche étudiante de l'ACM
 (janvier 2024).
La mise en forme du texte ne suit pas les recommandations de Wikipédia : il faut le « wikifier ».
Les points d'amélioration suivants sont les cas les plus fréquents. Le détail des points à revoir est peut-être précisé sur la page de discussion.
- Les titres sont pré-formatés par le logiciel. Ils ne sont ni en capitales, ni en gras.
- Le texte ne doit pas être écrit en capitales (les noms de famille non plus), ni en gras, ni en italique, ni en « petit »…
- Le gras n'est utilisé que pour surligner le titre de l'article dans l'introduction, une seule fois.
- L'italique est rarement utilisé : mots en langue étrangère, titres d'œuvres, noms de bateaux, etc.
- Les citations ne sont pas en italique mais en corps de texte normal. Elles sont entourées par des guillemets français : « et ».
- Les listes à puces sont à éviter, des paragraphes rédigés étant largement préférés. Les tableaux sont à réserver à la présentation de données structurées (résultats, etc.).
- Les appels de note de bas de page (petits chiffres en exposant, introduits par l'outil «  Source ») sont à placer entre la fin de phrase et le point final[comme ça].
- Les liens internes (vers d'autres articles de Wikipédia) sont à choisir avec parcimonie. Créez des liens vers des articles approfondissant le sujet. Les termes génériques sans rapport avec le sujet sont à éviter, ainsi que les répétitions de liens vers un même terme.
- Les liens externes sont à placer uniquement dans une section « Liens externes », à la fin de l'article. Ces liens sont à choisir avec parcimonie suivant les règles définies. Si un lien sert de source à l'article, son insertion dans le texte est à faire par les notes de bas de page.
- La présentation des références doit suivre les conventions bibliographiques. Il est recommandé d'utiliser les modèles {{Ouvrage}}, {{Chapitre}}, {{Article}}, {{Lien web}} et/ou {{Bibliographie}}. Le mode d'édition visuel peut mettre en forme automatiquement les références.
- Insérer une infobox (cadre d'informations à droite) n'est pas obligatoire pour parachever la mise en page.

Pour une aide détaillée, merci de consulter Aide:Wikification.
Si vous pensez que ces points ont été résolus, vous pouvez retirer ce bandeau et améliorer la mise en forme d'un autre article.
 (janvier 2024).
Le ACM Student Research Competition (ACM SRC) est un concours mondial de recherche en informatique destiné aux étudiants universitaires. Le concours est divisé en divisions de premier cycle et de cycles supérieurs et organisé par l'Association for Computing Machinery. Avec environ des centaines de participants annuels, le Concours de recherche étudiante est considéré comme le plus grand concours de recherche informatique de niveau universitaire au monde,.
Le concours a débuté sous la forme d'un programme de bourses de voyage en 2003 et était auparavant parrainé par Microsoft. Les meilleurs étudiants sont récompensés lors du banquet de l'ACM, aux côtés des lauréats du prix Turing.

## Structure
Le premier tour du concours englobe plus de 20 conférences de premier plan organisées par l'ACM, qui consacrent des sessions spéciales d'affiches pour mettre en avant les travaux de recherche soumis par les étudiants. Les demi-finalistes choisis doivent également réaliser une présentation avec diapositives et rivaliser pour les distinctions dans les catégories du premier cycle et des cycles supérieurs en fonction de leur expertise, de leur contribution et de la qualité de leur présentation. Les gagnants des compétitions de deuxième niveau, qui se hissent à la première place, sont ensuite invités à participer à la grande finale annuelle. Chaque année, trois étudiants exceptionnels de chaque catégorie sont désignés comme lauréats,.
Les conférences du premier tour incluent la Conférence internationale sur l'infographie et les techniques interactives (SIGGRAPH), la Conférence internationale sur le génie logiciel (ICSE), la célébration Grace Hopper des femmes dans l'informatique, la conférence ACM SIGPLAN sur la conception de langages de programmation. et mise en œuvre, et bien d'autres.

## Gagnants précédents
| Year | Undergraduate Winners | Graduate Winners |
| ---- | --- | --- |
| 2023 | 1. Takahito Murakami (Université de Tsukuba) 2. Raphael Douglas Giles (Université de Nouvelle-Galles du Sud) 3. Christopher Bain (Université du Maryland, comté de Baltimore)            | 1. Zhe Liu (Académie chinoise des sciences 2. Juan Carlos Alonso Valenzuela (Université de Séville) 3. Irene Zanardi (Université de la Suisse italienne)                                               |
| 2022 | 1. Zizheng Guo (Université de Pékin) 2. Yihong Zhang (Université de Washington) 3. Chen Yang (Université de Tianjin)                                                                     | 1. Ziliang Lai (Université chinoise de Hong Kong) 2. Haotiang Zhang (University of Texas at Arlington) 3. Madhurima Chakraborty (Université de Californie à Riverside)                                 |
| 2021 | 1. Thomas B. McHugh (Université Northwestern) 2. Chuangtao Chen (Université du Zhejiang) 3. Rakshit Mittal (Birla Institute of Technology)                                               | 1. Jiaqi Gu (Université du Texas à Austin) 2. Konstantinos Kallas (Université de Pennsylvanie 3. Guyue Huang (Université Tsinghua)                                                                     |
| 2020 | 1. Zhaowei Xi (Université Tsinghua) 2. Alexander Zlokapa (California Institute of Technology) 3. Ocean Hurd (Université de Californie à Santa Cruz)                                      | 1. Peter Li (Massachusetts Institute of Technology) 2. James Davis (Institut polytechnique et université d'État de Virginie) 3. Hasindu Gamaarachchi (Université de Nouvelle-Galles du Sud)            |
| 2019 | 1. Zhuangzhuang Zhou (Université Jiao-tong de Shanghai) 2. Fandel Lin (Université nationale Cheng Kung) 3. Elizaveta Tremsina (Université de Californie à Berkeley)                      | 1. Gengjie Chen (Université chinoise de Hong Kong) 2. Christie Alappat (Université Friedrich-Alexander d'Erlangen-Nuremberg) 3. Scott Kolodziej (Université A&M du Texas)                              |
| 2018 | 1. Tiancheng Sun (Université de Californie à San Diego) 2. Patrick Thier (Université technique de Vienne) 3. Ayush Kohli (Université du Sud de l'Illinois à Carbondale)                  | 1. Meng Li (Université du Texas à Austin) 2. Jon Gjengset (Massachusetts Institute of Technology) 3. Daniel George (Université de l'Illinois à Urbana-Champaign)                                       |
| 2017 | 1. Victor Lanvin (École normale supérieure Paris-Saclay) 2. Jennifer Vaccaro (Olin College of Engineering) 3. Martin Kellogg (Université de Washington)                                  | 1. Kazem Cheshmi (Université Rutgers) 2. Omid Abari (Massachusetts Institute of Technology) 3. Calvin Loncaric (Université de Washington)                                                              |
| 2016 | 1. Jeevana Priya Inala (Massachusetts Institute of Technology) | 1. Swarnendu Biswas (Université d'État de l'Ohio) 2. Thomas Degueule (Institut national de recherche en informatique et en automatique) 3. Christopher Theisen (Université d'État de Caroline du Nord) |
| 2015 | 1. Thomas Effland (Université d'État de New York à Buffalo) 2. Mitchell Gordon (Université de Rochester) 3. Shannon N. Lubetich (Pomona College)                                         | 1. Lu Xiao (Université Drexel) 2. Shupeng Sun (Université Carnegie-Mellon) 3. Omid Abara (Massachusetts Institute of Technology)                                                                       |
| 2014 | 1. Bernd Huber (Institut de technologie de Karlsruhe) 2. James Bornholt (Université nationale australienne) 3. Carlo del Mundo (Institut polytechnique et université d'État de Virginie) | 1. Aadithy V. Karthik (Université de Californie à Berkeley) 2. Sai Zhang (Université de Washington) 3. Ehsan Totoni (Université de l'Illinois à Urbana-Champaign)                                      |
| 2013 | 1. Zack Coker (Université d'Auburn) 2. Olivier Savary-Belanger (Université McGill) 3. Mairin C. Chesney (Université du Michigan)                                                         | 1. Heather Underwood (Université du Colorado à Boulder) 2. Tiffany Inglis (Université de Waterloo) 3. Jevavijayan Rajendran (Tandon School of Engineering de l'Université de New York)                 |
| 2012 | 1. Sarah Chasins (Swarthmore College) 2. Vanessa Pena Araya (Université du Chili) | 1. Hyungsin Kim (Georgia Institute of Technology) 2. Yuan Tian (Université d'Auburn) 3. Matthias Wilhelm (Université technique de Kaiserslautern)                                                      |
| 2011 | 1. Peter Calvert (Université de Cambridge) 2. Tsung-Wei Huang (Université nationale Cheng Kung) 3. Timothy Walsh (Université du Delaware)                                                | 1. Swapnil Patil (Université Carnegie-Mellon) 2. Nurcan Durak (Université de Louisville) 3. Xiangyu Dong (Université d'État de Pennsylvanie)                                                           |
| 2010 | 1. Manasi Vartak (Institut polytechnique de Worcester) 2. Diego Cavalcanti (Federal University of Campina Grande) 3. Eric Drewniak (Wheaton College (Illinois))                          | 1. Patrick Kelley (Université Carnegie-Mellon) 2. Michal Tvarozek (Université technique slovaque) 3. Tae-Joon Kim                                                                                      |
| 2009 | 1. Alice Zhu (Harvey Mudd College) 2. Neha Singh (Institut indien de technologie de Bombay) 3. Sarah M. Loos (Université de l'Indiana)                                                   | 1. Xu Liu (Université du Maryland) 2. Stratis Ioannidis (Université de Toronto) 3. Ye Kyaw Thu (Université Waseda)                                                                                     |
| 2008 | 1. Anselm Grundhoefer (Université Bauhaus de Weimar) 2. Maria A. Kazandjieva (Mount Holyoke College) 3. Yuan-Ting E. Huang (Université de la Colombie-Britannique)                       | 1. Eugene Borodin (Université d'État de New York à Stony Brook) 2. Emerson Murphy-Hill (Université d'État de Portland) 3. Bowen Hui (Université de Toronto)                                            |
| 2007 | 1. Yuki Mori (Université de Tokyo) 2. Scott Hale (Eckerd College) 3. Jeffrey Adair (Hiram College)                                                                                       | 1. Danny Dig (Université de l'Illinois à Urbana-Champaign) 2. Yalling Yang (Université de l'Illinois à Urbana-Champaign) 3. David S. Janzen (Université du Kansas)                                     |
| 2006 | 1. Eric Bodden (École supérieure polytechnique de Rhénanie-Westphalie) 2. Spiros Xanthos (Université de l'Illinois à Urbana-Champaign) 3. Kamil Wnuk (Harvey Mudd College)               | 1. Jane Tougas (Dalhousie University) 2. Kulesh Shanmugasundaram (Tandon School of Engineering de l'Université de New York) 3. Tao Xie (Université de Washington)                                      |

## Voir également
- Association for Computing Machinery
- International Collegiate Programming Contest
- Prix de thèse de doctorat ACM
- Liste des conférences en informatique